# 何日卿再來
《何日卿再來》（英語：The Sterile Cuckoo）是一部1969年派拉蒙電影公司發行之電影。劇情本事為敘述一對個性不同、患有身障、性情古怪的年輕人之間理不斷的糾葛關係，由著名女星麗莎·明妮莉、男星溫德爾·勃頓(Wendell Burton)，及提姆·麥金太爾(Tim McIntire)等主演。
本電影由阿爾文·薩金特(Alvin Sargent)改編自作家約翰·尼可1965年的小說，並由艾倫·帕庫拉(Alan J. Pakula)導演。
大部份場景在紐約奧涅達郡克林頓(Clinton, Oneida County, New York)的漢彌爾頓學院(Hamilton College)拍攝。部份場景在紐約的蘇爾文灘(Sylvan Beach, New York)拍攝。
而且本片當時在奧斯卡金像獎中被提名為奧斯卡最佳女主角獎(麗莎·明妮莉)與奧斯卡最佳音樂獎(音樂為弗雷德·卡林(Fred Karlin)與朵莉·普雷文(Dory Previn)所作之"期君周六一早來(Come Saturday Morning)").

## 外部連結
- （英文）互联网电影数据库（IMDb）上《何日卿再來》的资料（英文）